# サン・ホセ・モゴテ

サン・ホセ・モゴテの位置

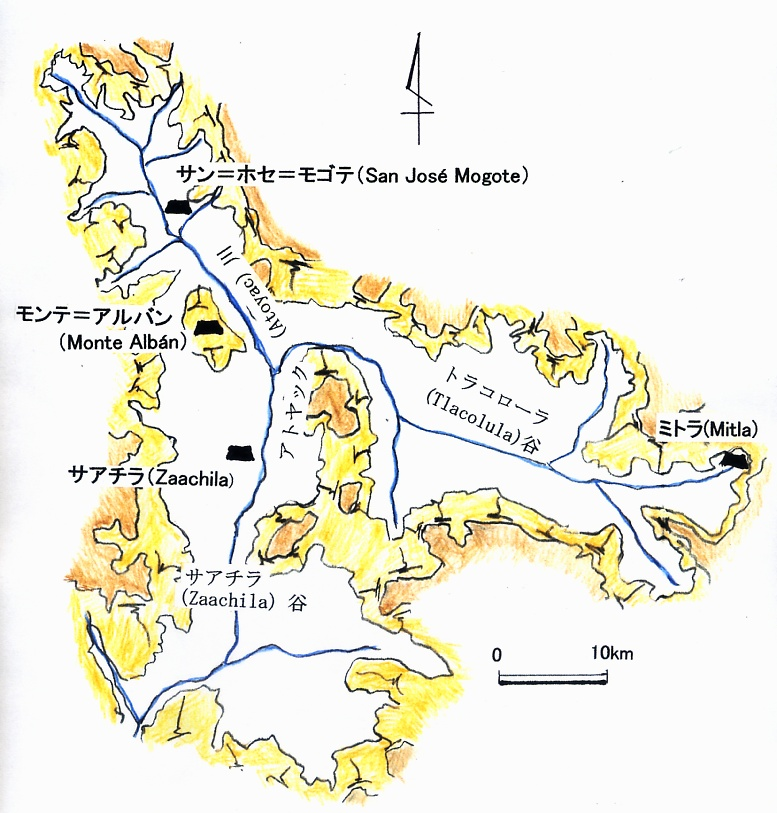
オアハカ盆地の遺跡位置図

サン・ホセ・モゴテ（San José Mogote）は、メキシコ、オアハカ州、逆Yの字を呈するオアハカ盆地の北側エトラ(Etla)河谷、アトヤック(Atoyac)川右岸にある先古典期前期末から中期の祭祀センターである。モンテ・アルバンが建設されるまでは、オアハカ盆地最大の勢力であった。サン・ホセ・モゴテは、少なくとも4つの居住区に区分されると考えられているが、そのうちAからC区については部分的に発掘調査が行われている。

## サン・ホセ・モゴテの建設とメソアメリカ最古級の公共建造物の出現
サン・ホセ・モゴテが建設されはじめたのは、1600B.C.～1400B.C.の間の時期と推察される。ティエラ・ラルガス相(Tierra Largas；1400B.C.～1150B.C.)の時期に7.8haほどの集落に成長し、オアハカ盆地の他の集落に比して5～8倍の規模であったと考えられる。この頃、メソアメリカでは最古の部類に属する公共建造物が築かれるようになった。それは、保存の最もよい6号建造物を例に取ると5.5m×4.5mほどの長方形を呈し、基礎は破砕された岩でがっちりと固められ、建物の内側には漆喰で塗り固めた壁と床面があり、南側には、祭壇とも考えられる基壇がある。中央部には、石灰の粉がつまった孔があり、これはオアハカ地方の民俗例からタバコを使用した儀礼となんらかの関係があると考えられている。

## サン・ホセ・モゴテの成長とオルメカの影響
サン・ホセ相(San José；1150B.C.～850B.C.)は、ベラクルス州のオルメカ文明の祭祀センター、サン・ロレンソとほぼ並行する時期に当たる。サン・ホセ・モゴテは、60～70haのセンターに成長し、建造物2号では、階段下にジャガーと思われるものと猛禽の頭と思われる石彫が置かれるが、オルメカとは様式がことなり、出土した土偶もオルメカの影響を受けたと思われるものがわずかに見られるが、大部分が在地の系統を引くものである。このころの人口は700人ほどに達したと推定されている。一方、この時期の土器は、オルメカの影響を強く受けたとも考えられる「半人半ジャガー」のモチーフと「炎のヘビ」のモチーフが刻まれた。4つの居住区のうちA,C区に「炎のヘビ」のモチーフ、B区に「半人半ジャガー」のモチーフの土器が検出されている。サン=ホセ=モゴテの集落は、磁鉄鉱の鏡、真珠貝や棘つきのカキ、雲母を加工した装飾品、磨製石斧などの生産をおこなっていた。サン=ホセ=モゴテの支配者層は、北方のモレーロス州やベラクルス州、メキシコ中央高原、東方のチャパス州との交易を行っていたと考えられる。次のグアダルーペ相(Guadalupe；850B.C.～700B.C.)になると、日干し煉瓦の基壇を持つ大形の公共建造物が建てられるようになる。土器は、他のメソアメリカ地域と並行して刻線文の施された白色土器が主体となる。

## サン・ホセ・モゴテの絶頂と放棄

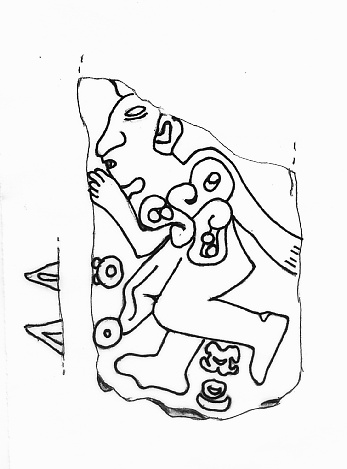
サン・ホセ・モゴテの石碑3号

ロサリオ相(Rosario；700B.C.～500B.C.)になると人口は1300～1400人ほどになったと推定される。この時期のサン=ホセ=モゴテの首長は、翡翠の装飾品を身につけるようになり、頭蓋変形や黒曜石を針のように鋭く加工した「短剣」で放血儀礼(Bloodletting)を行っていたと考えられる。首長は、中庭のある日干し煉瓦の家に住み、彼らの遺体は墓に埋葬された。ロサリオ相の終末期には、象形文字を刻んだ石碑が建てられるようになる。その好例は、神殿と思われる公共建造物の入り口の敷居部分から発見された石碑3号であり、犠牲に捧げられた捕虜の姿とその名前（「一の地震」と読める）が刻まれていると考えられている。
サン・ホセ・モゴテは、500B.C.頃放棄されたと考えられ、首長と住民は、モンテ・アルバンの建設に携わったとする説が最近では有力である。

## 二次センターとしての復活とその後のメソアメリカ文化への影響
モンテ=アルバンⅡ期（150B.C.～A.D.150）に、サン・ホセ・モゴテは、モンテ・アルバンの統制下にある二次センターとして復活する。70haに達するサン・ホセ・モゴテの中央広場は、神殿や宮殿、球戯場やモンテ=アルバンⅡ期に位置づけられる墓が築かれた。神殿の床面下からは、翡翠の彫像、陶製の彫像、人物や動物をかたどった香炉(effigy incence burners)、犠牲として捧げられた人骨や獣骨が発見されている。石碑3号の様式はモンテ・アルバンの「踊る人」の石彫に受け継がれていくことになり、捕虜の名前の「一の地震」は、後のミシュテカやアステカに見られるような260日暦による誕生日を名前とする習慣がこの時期にもすでにあったことを示すものと推察される。また、頭蓋変形、放血儀礼、翡翠の彫像はマヤ文明にも受け継がれたことで知られている。